# Ernst Lichtblau
Ernst Lichtblau (Viena, 24 de junio de 1883 – Viena, 8 de enero de 1963) fue un arquitecto, profesor y diseñador austríaco.

## Biografía
Nacido en el seno de una familia acomodada, estudió en la Escuela de Comercio del Estado en Viena, graduándose en 1902, y a la que regresó en 1906 para impartir clases de dibujo de mobiliario hasta 1914. Entre 1902 y 1905 estudió en la Academia de Bellas Artes de Viena, siendo alumno de Otto Wagner.
En 1910 estableció su propio estudio en Viena, el cual permaneció en activo hasta 1939. Asimismo, entre 1910 y 1920 trabajó en la Wiener Werkstätte y, además de ser miembro fundador del Österreichischer Werkbund en 1914, participó en el Wiener Werkbundsiedlung. Uno de sus edificios más reconocidos se caracteriza por las tonalidades en marrón oscuro predominantes sobre toda una fachada profusamente esculpida, lo que llevó a que fuese conocida como “Schokoladenhaus” (Casa de chocolate).
En 1939 se vio obligado a emigrar, marchando a los EE. UU. a través de Gran Bretaña. Allí se convirtió en profesor de la Escuela de Diseño de Rhode Island.
Dos años antes de su muerte, regresó a su ciudad natal.